# Réseau collectif
Pour les articles homonymes, voir Réseau (homonymie).
Pour les réseaux collectifs d'assainissement, voir Assainissement en France.
 (octobre 2024).
Un réseau collectif est un ensemble de groupes sociaux liés, directement ou indirectement, par des liens communs. Selon cette approche des sciences sociales pour étudier les relations sociales, les phénomènes sociaux sont analysés en considérant les propriétés des relations entre les groupes, qui à leur tour influent le relations internes entre les individus de chaque groupe dans le système.

## Description
Un réseau collectif, de l’anglais collective network, peut être défini comme un système de groupes sociaux liés, directement ou indirectement, par certains liens communs, partagés par le statut du groupe, par fonctions de groupe similaires ou partagées, ou par des liens culturels ou géographiques. Les liens entre les groupes ont aussi pour fonction de renforcer les liens intra-groupe, et donc l'identité du groupe. Dans les formes informelles d'associations, telles que la mobilisation des mouvements sociaux, avec réseau collectif peut être comprise comme un ensemble de groupes dont les individus, même s'ils ne se connaissent pas ou ne partagent que les politiques organisationnelles du réseau, sont psychologiquement liée au réseau et désireux de le garder indéfiniment, en conservant les liens entre les gens du groupe tout en formant de nouveaux liens avec les gens appartenant à d'autres groupes du réseau collectif.

## Contexte
Le terme « réseau collectif » a été utilisé officiellement pour la première fois en public, et non par la science, mais dans une réunion mondiale demandée par l'Armée zapatiste de libération nationale (EZLN) : le 27 juillet 1996, plus de 3 000 militants de plus de 40 pays se sont réunis en territoire rebelle zapatiste au Chiapas, au Mexique, pour assister à la «Premièr Encuentro Internationale pour l'humanité et contre le néolibéralisme." Après dell'Encuentro (Rencontre), le Commandement général de l'EZLN a publié la « Deuxième Déclaration de La Realidad (la réalité) pour l'humanité et contre le néolibéralisme », en espérant créer un « réseau collectif de tous nos luttes et résistances, un réseau intercontinental de résistance contre le néolibéralisme, un réseau intercontinental de résistance pour l'humanité ».
En science, le terme réseau collectif est lié à l'étude des systèmes complexes. Car tous les systèmes connectés ont un certain nombre de composants interconnectés, la science des réseaux et la théorie des réseaux sont des aspects importants de l'étude des systèmes complexes, d'où le réseau collectif. L'idée de réseau collective provient du réseau social et de son analyse, à savoir l'analyse des réseaux sociaux, ou SNA (de l’anglais Social Network Analysis).
Le groupe de Cynthia F. Kurtz (Snowden 2005) a développé des méthodes pour effectuer le SCN où aux gens sont posées des questions sur les groupes (SCN des identités) et sur les représentations abstraites de comportements (SNA pour des abstractions). Bien que le SCN concerne principalement les connexions entre les individus, selon Cynthia F. Kurtz le réseau collectif est la création de «constructions de groupes identitaires” comme expressions abstraites que de groupe en groupe à des interactions.
Depuis 2007, l'équipe de recherche interdisciplinaire CoCo de l'Université de Binghamton, dans l'État de New York, étudie les dynamiques collectives de différents types d'agents qui interagissent comme des systèmes complexes. Les objectifs du CoCo consistent (i) dans la promotion de la compréhension des dynamiques collectives de systèmes complexes de physique, biologique, sociale, et la conception, à travers la recherche scientifique; (ii) de promouvoir la collaboration interdisciplinaire entre les professeurs et les étudiants dans diverses écoles et départements; (iii) de transférer cette compréhension à des produits et des processus qui peuvent améliorer le bien-être des gens à l'échelle régionale, provinciale, nationale et mondiale.
En 2011 l'Institut euro-méditerranéen pour la recherche sur les sciences sociales (Emerius), basé à Rome, a commencé le développement d'un réseau collectif expérimental appelé Yooshpera, dans le but d'étudier la dynamique des échanges intra- et inter-groupe afin de renforcer le sens de la communauté dans les groupes territoriaux le long de quatre composants principaux: (i) les perceptions rationnelles et émotionnelles de similitude avec d'autres individus dans le groupe principal d'un sujet et dans d'autres groupes, (ii) une connaissance et reconnu dépendance intra- et inter-groupe, (iii) l’engagement volontaire de maintenir cette dépendance tant qu'ils faut pour prouver la valeur et l’utilité pour l'individu, pour les principaux groupes d'appartenance et pour la perception macrogroupe (le Yoosphera) ; (iv) le désir de ne pas être nocif pour d'autres personnes, des groupes ou des macrogroupe.

## Expériences
La recherche de Emerius sur les réseaux collectifs incorpore le graphe du petit monde, avec les qualités représentés par des individus et par leurs groupes, à la même façon intègre l'idée de Malcolm Gladwell exprimée dans son livre Le point de bascule : Comment faire une grande différence avec de très petites choses, même si Gladwell considère que « Le succès de toute sorte d'épidémie sociale est largement à cause de la participation de personnes avec un ensemble particulier et rare de  sociaux », selon Emerius le succès de chaque épidémie sociale est aussi fortement dépendante de la participation des groupes spéciaux avec un élevé degré de cohésion intra-et inter-groupe.
Les sciences sociales visent également à développer de nouveaux modèles pour la gestion des groupes et de leurs relations internes et externes selon les limites et les capacités de la nature humaine, de manière à accroître l'efficacité des groupes. C'est le but de Yoosphera, le réseau collectif expérimental qui est constamment surveillé et mis au point grâce à un logiciel spécifique, du même nom de Yoosphera, qui renforce le sentiment de groupes communautaires locaux comme mentionné ci-dessus. Il encourage également la création de petits groupes organisés en cercles concentriques, parce que les petits groupes sont plus faciles à gérer, selon les théories du professeur Robin Dunbar, en particulier le nombre de Dunbar.
Les premières observations de l’expérience Yoosphera semblent indiquer que vise à améliorer la qualité des relations entre chaque individu et son environnement à travers l'organisation de petits groupes coopératifs qui soutiennent leurs membres et les groupes plus proche, tant dans les matériaux que dans les aspects psychologiques, donc en créant des liens affectifs et émotionnel.
À la fonction de la socialisation sont ajoutés ceux de l'organisation et la cohésion des groupes, qui permettent de concilier la nécessité de maximiser le potentiel de la communauté avec la nécessité de respecter les différentes conditions de ses membres dans la culture, la profession, l'engagement de la famille, les ressources financières, la disponibilité de temps, ainsi que tenir compte de la mutabilité des conditions ci-dessus et être capable de l'accueillir avec un maximum de flexibilité.
En relation avec la définition de réseau collectif faut insérer la définition de intelligence du réseau collectif, en anglais collective network intelligence, ou colnetigance, à la fois proche de celle de l'intelligence collective, bien que le colnetigence diffère car elle émerge à partir d'une coopération compétitive intra- et inter-groupes.